# Felek
Felek (románul Avrig, németül Freck) város Romániában, Szeben megyében.

## Fekvése
Nagyszebentől 25 km-re délkeletre, az Olt bal partján, a Nagyszeben–Brassó főút mellett fekszik.

## Nevének eredete
Nevének első említése 1364-ból való, Affrica alakban. További névalakjai: Ebrek és Ebreg (1413), Fryk (1468), Frech (1488), Freck (1582). Mai román neve először 1733-ban, a magyar 1854-ben tűnik fel. Mârșa a Valea Mârșa patakról kapta nevét.
Johannes Tröster szerint a nevet a gótok adták, és Freyja (Friga, Frea) istennő nevére vezethető vissza. Valójában valószínűleg a fleck ('földdarab') szóból való.

## Lakossága
- 1760-ban 2070 román és 213 szász lakosa volt.
- 1850-ben 2520 lakosából 2203 volt román, 168 német és 144 cigány nemzetiségű; 2340 ortodox és 165 evangélikus vallású.
- 1900-ban 3195 lakosából 2665 volt román, 415 német és 109 magyar anyanyelvű; 2635 ortodox, 271 római katolikus, 219 evangélikus, 37 református és 27 görögkatolikus vallású. Lakosainak 42%-a tudott írni-olvasni és 8%-uk beszélt magyarul.
- 2002-ben 9302 lakosa volt, közülük 8996 román, 181 magyar és 69 német nemzetiségű; 8789 ortodox, 87 római katolikus, 76 pünkösdista és 58 baptista vallású. Mirsán 3009 lélek élt, többségük ortodox román.

## Története
1200 körül várat építettek a mai Mirsától délkeletre fekvő, 846 méter magas, Culmea Cetățiinek nevezett hegycsúcsra. A vár 60 × 30 méteres volt, a Curtea de Argeșbe vezető utat védte és legkésőbb a 15. században pusztulhatott el.
1468-ban huszonhárom háztartást írtak össze benne. 1583-as statútumában a tisztségeket paritásos alapon osztották meg a szász és a román etnikum között, viszont folnagy csak szász lehetett. A kiadásokat a két nemzetiség közösen viselte, de a románok kötelesek voltak kaszálni a szebeni tanácsnak és a szász iskola fenntartásához is hozzájárultak.
1705 novemberében a Rabutin vezette császáriak itt verték meg Orosz Pál kuruc csapatát. Román lakói a 18–19. században transzhumáló juhtartást folytattak. Román iskolájáról az első híradás 1802-ből származik, amikor Ioan Barac tanította a helyi román gyerekeket.
A 18. és a 19. században végig határvitát folytatott Rákovicával a Szurul hegy tulajdonáért. A helyi monda szerint az eredetileg Rákovicához tartozó hegyet a felekiek az ősidőkben egy szürke lóért (románul: surul) vásárolták volna meg. Végül 1907-ben a budapesti kúria Felek községnek ítélte a hegyet.
1839 után Ludwig v. Schuler szebeni polgár alapította papírmalmát, amely indulásakor az egyik legnagyobb és legjobb minőségű papírt előállító erdélyi üzem volt. 1849 elején egy román határőrzászlóalj állomásozott itt. Az abszolutizmus idején járási székhely is volt. 1830-ban üveggyára létesült, amely az 1886–1892-es és 1917–1920-as évek kivételével máig működik. A gyár mellé mindjárt kezdetben stájerországi szakmunkások érkeztek, akik a gyár körüli telepen laktak (1889-ben 19 munkáslakás), és akik számára a gyár római katolikus templomot építtetett. A két világháború között kb. 150-160 munkása volt, közöttük sok volt a külföldi. 1937-ben a Flessig családtól egy helyi szövetkezet tulajdonába került. Az 1960-as években a gyár akkori dolgozóinak egy részét tömbházakban juttatták új otthonhoz.
Szebenszékhez, majd 1876-tól Szeben vármegye Nagyszebeni járásához tartozott. A 19. század végén ortodox esperesség központja volt. 1886-ban a Brukenthal-palota mellékszárnyában gyógyszertár nyílt.
Mirsán 1936 és 1939 között a Škoda Művek leánygyára fegyvergyárat épített. A munkák befejezése előtt két, sínekkel megrakott vagon elszabadult, vakvágányra tért és egy tóba zuhant. A balesetben 21-en meghaltak. A fegyvergyárnak 1940-ben 1170 munkása volt. A szocializmus alatt kibővítették a profilját és a vidék egyik legnagyobb munkaadója maradt. 1937-ben a Fogarasi-havasokban, Poiana Neamțului-ban a román hadsereg katonai szanatóriumot létesített.
1944 januárjában a szász iskolában gyűjtötték össze a környék szász lakosságát, hogy Krivoj Rogba indítsák őket kényszermunkára. 1989-ben kapott városi rangot.

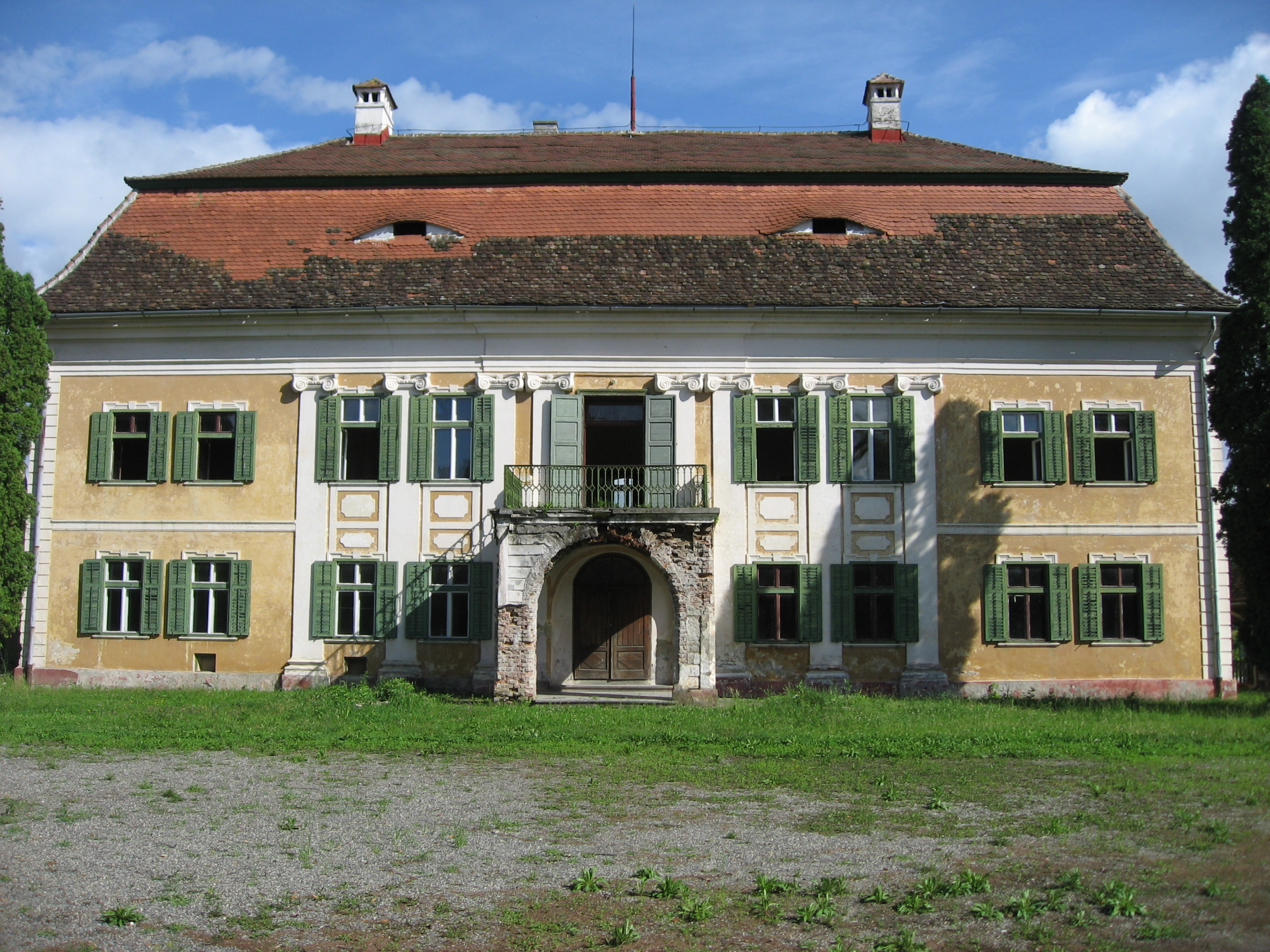

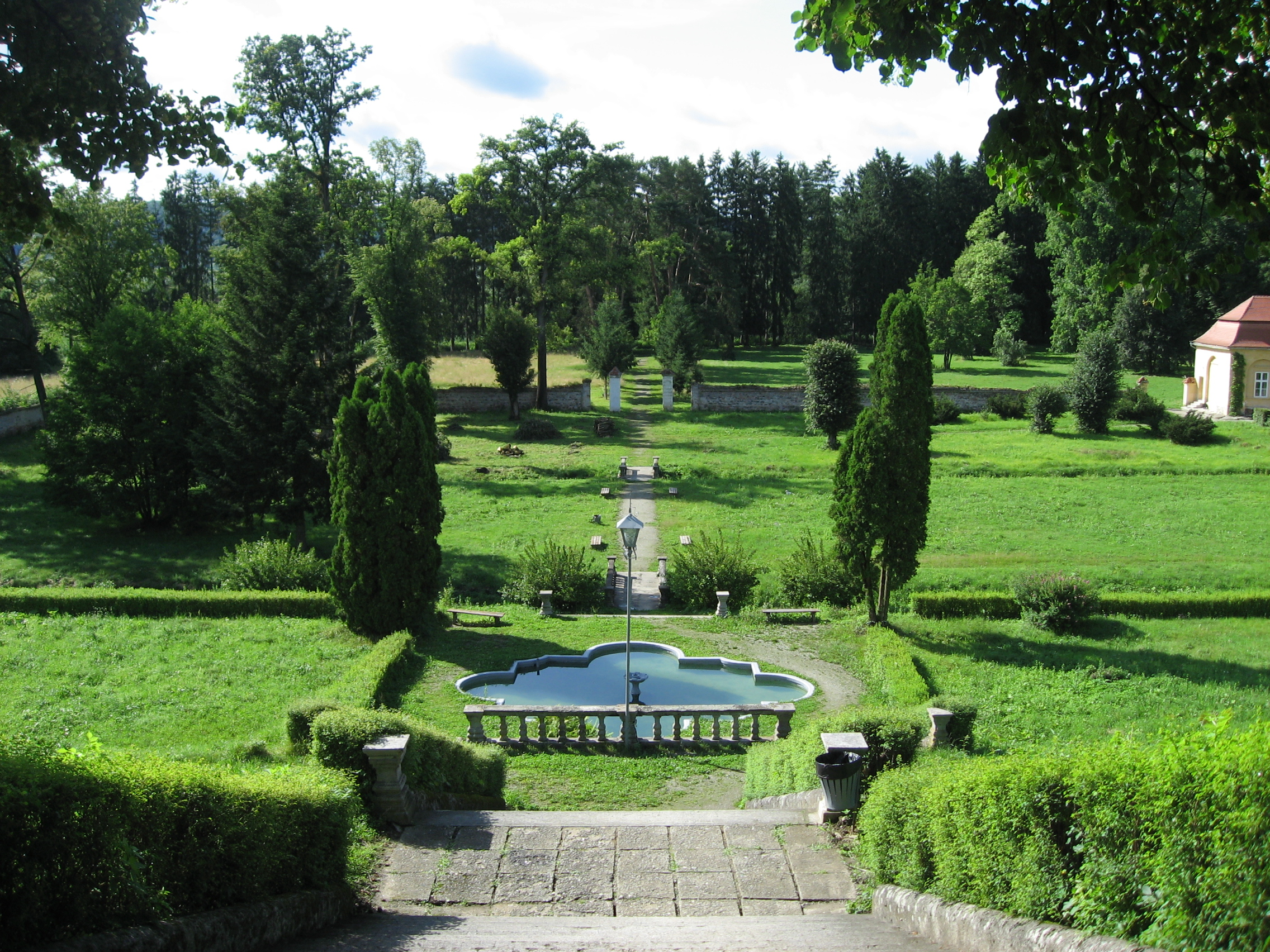

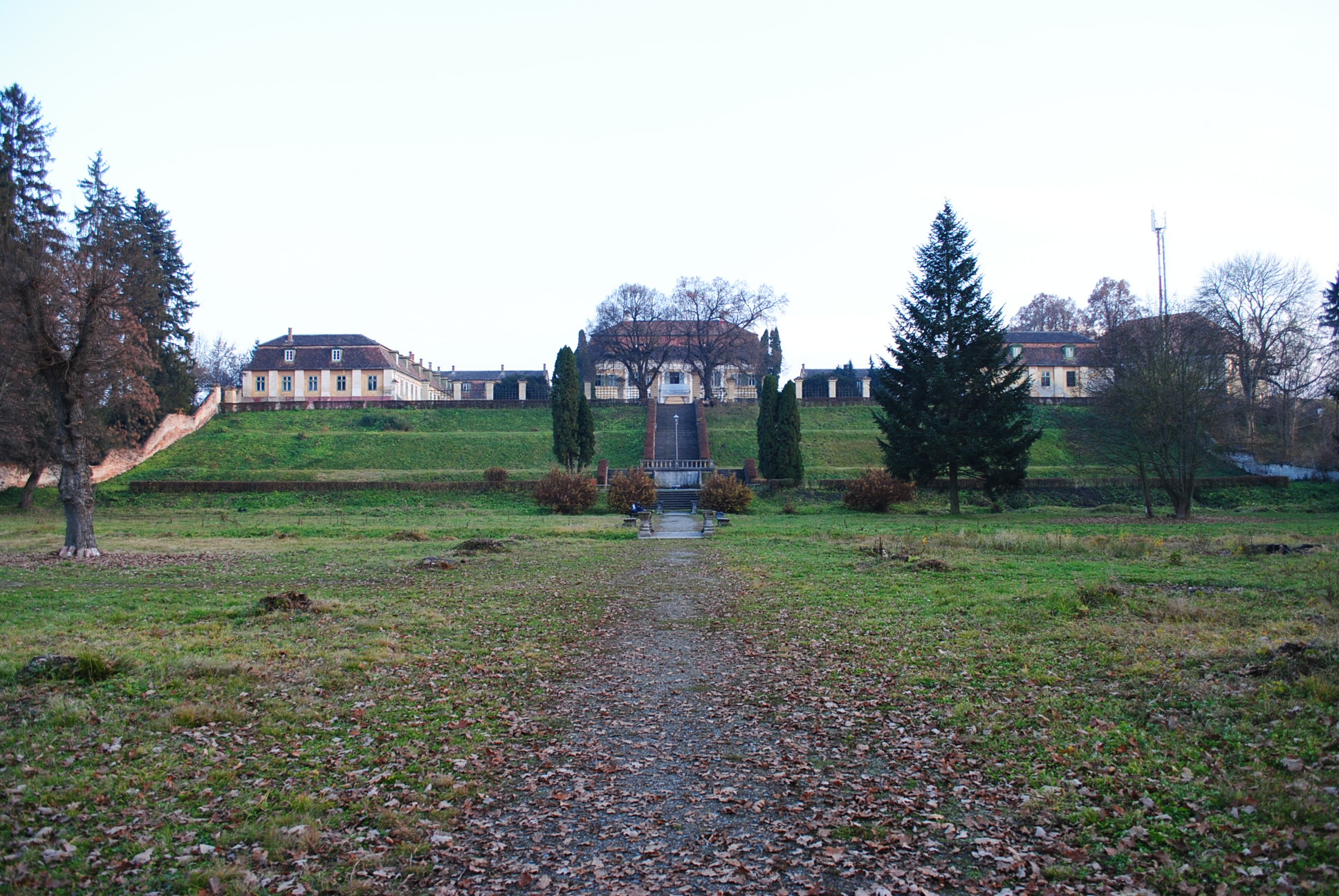

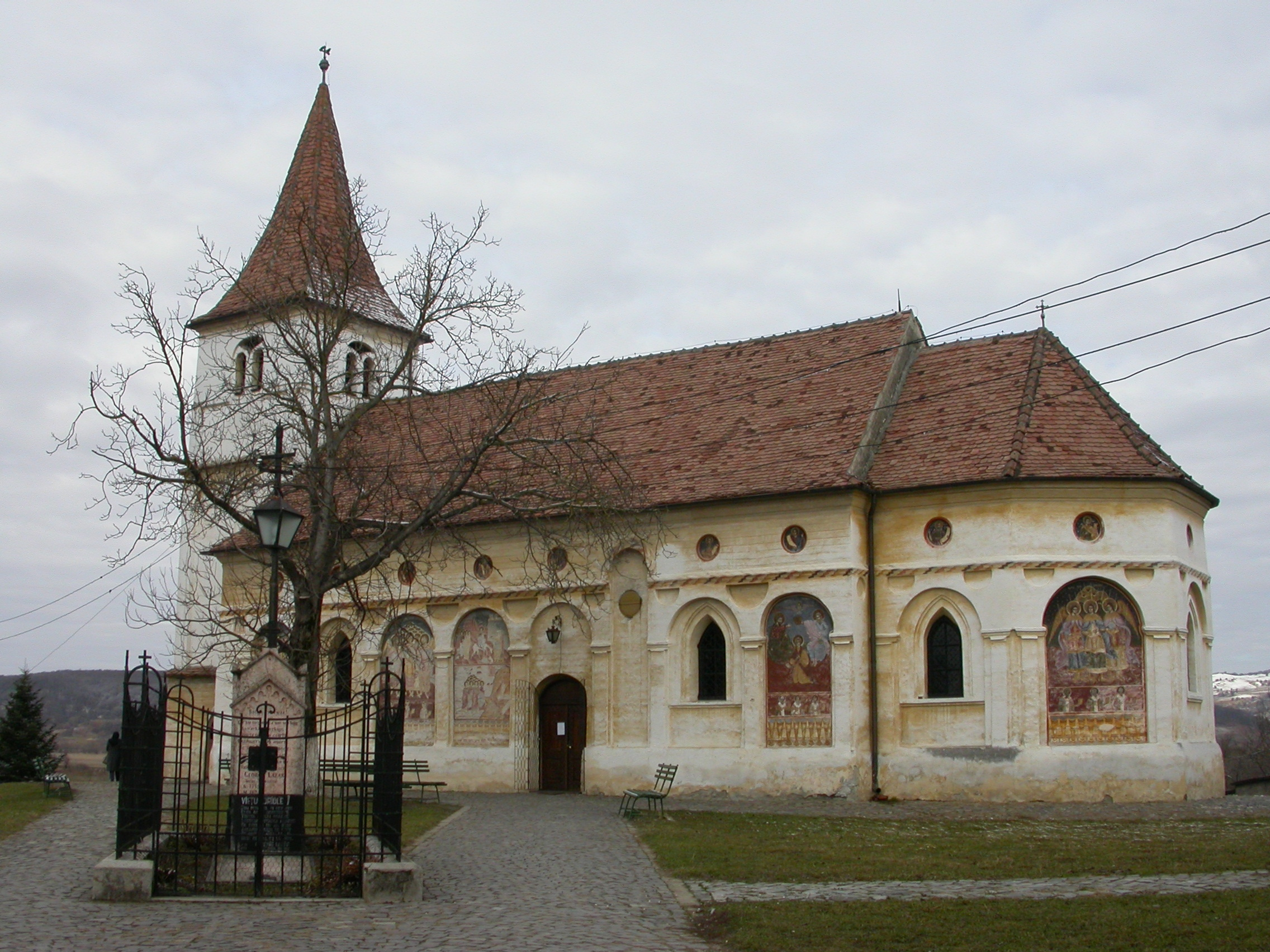
Az ortodox templom

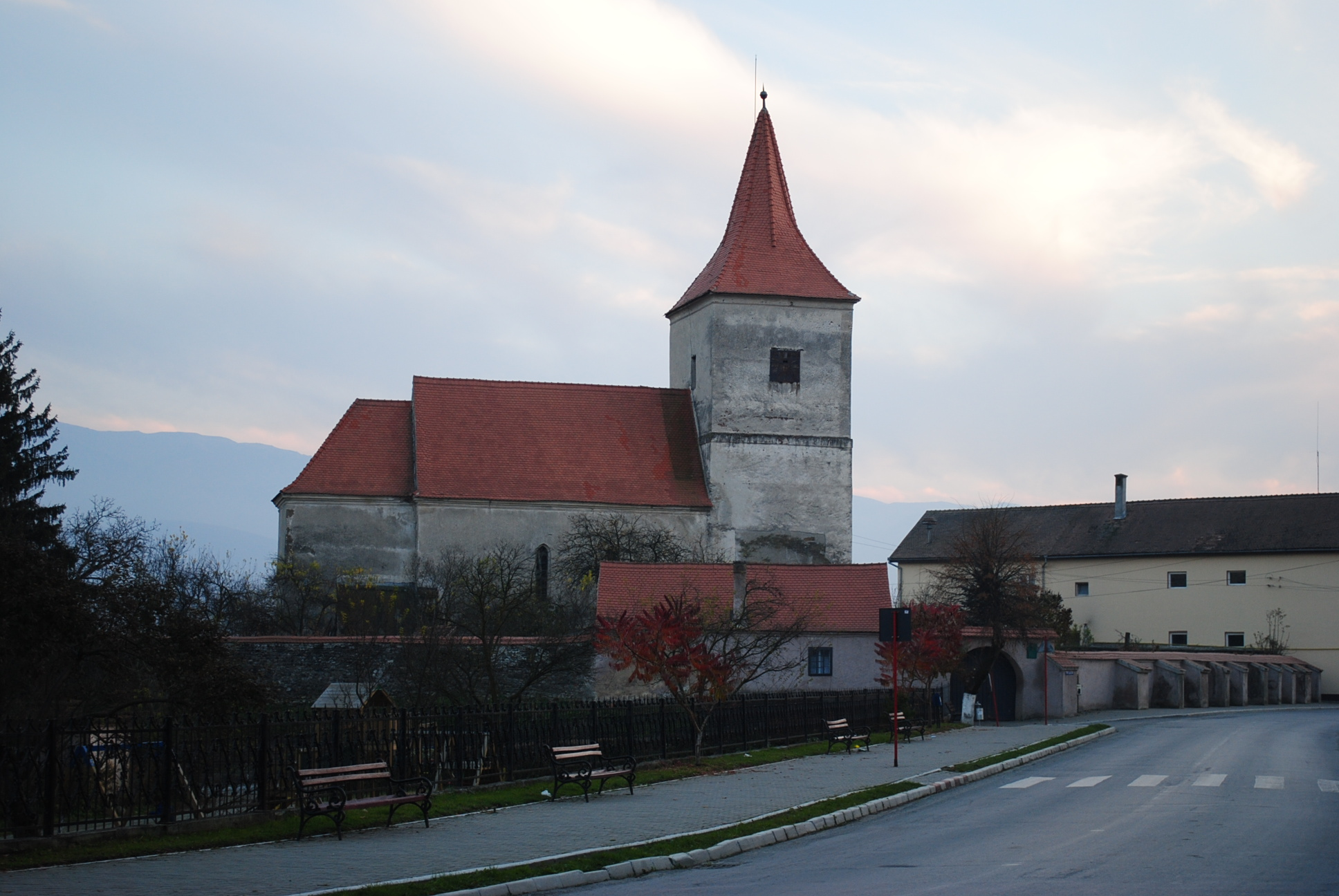
A római katolikus (volt evangélikus) templom

## Látnivalók
- Erődített római katolikus (eredetileg szász evangélikus) templomát támpilléres kőfal övezi, amely hajdan magasabb volt. Az 1270-es években román stílusban épült, majd a 16. században gótikus stílusban átalakították és oldalhajóit lebontották.
- Az ortodox templom 1755-ben épült, falfestményei 1762-ből valók. Kertjében nyugszik Gheorghe Lazăr.
- A barokk Brukenthal-kastélyt eredetileg Buccow tábornok építette 1762-ben és 1771 között és később lett Samuel von Brukenthal nyári rezidenciája, aki 1780–1785-ben átalakíttatta. Parkja az egyetlen, eredeti állapotában megőrzött barokk park Romániában. Ma a Brukenthal Alapítvány működik benne.
- A falumúzeumban néprajzi tárgyak, üvegipari termékek, ikonok és egy Lazăr-emlékszoba láthatóak.
- A városközpont és Mirsa között kis sóstó található.

## Híres emberek
- Itt született 1779-ben és itt halt meg 1823-ban Gheorghe Lazăr román pedagógus, író, teológus.
- Tizenéves korában az üveggyárban dolgozott Török Sándor író.

## Gazdasága
- Üveggyárában festett üvegedényeket készítenek. A gyárnak 1998-ban 1122 alkalmazottja volt, és túlnyomóan exportra termelt.
- Mirsán haszongépjárműveket (billenős teherautókat, mezőgazdasági vontatókat, utánfutókat)[10] és szeszes italokat gyártanak. A fegyvergyári részlegnak 1998-ban 430, a civil részlegnek 1200 alkalmazottja volt.
- Vízerőmű (1997 óta).

## Oktatás
- Német nyelvű oktatás 1949 óta csak alsó tagozaton működik, a német iskolai tagozat azonban még a 2015/16-os tanévben is létezett, bár a szászok kivándorlása óta román gyerekekkel.

## Testvérvárosai
- Plérin, Franciaország
- Cookstown, Írország

## Képek

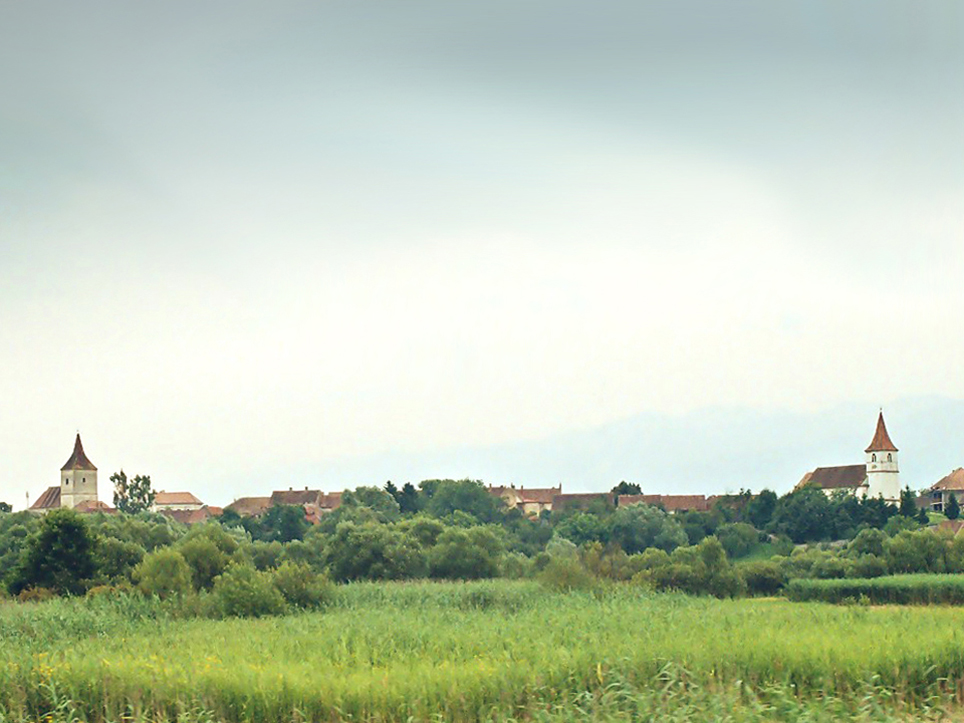
Látkép északról
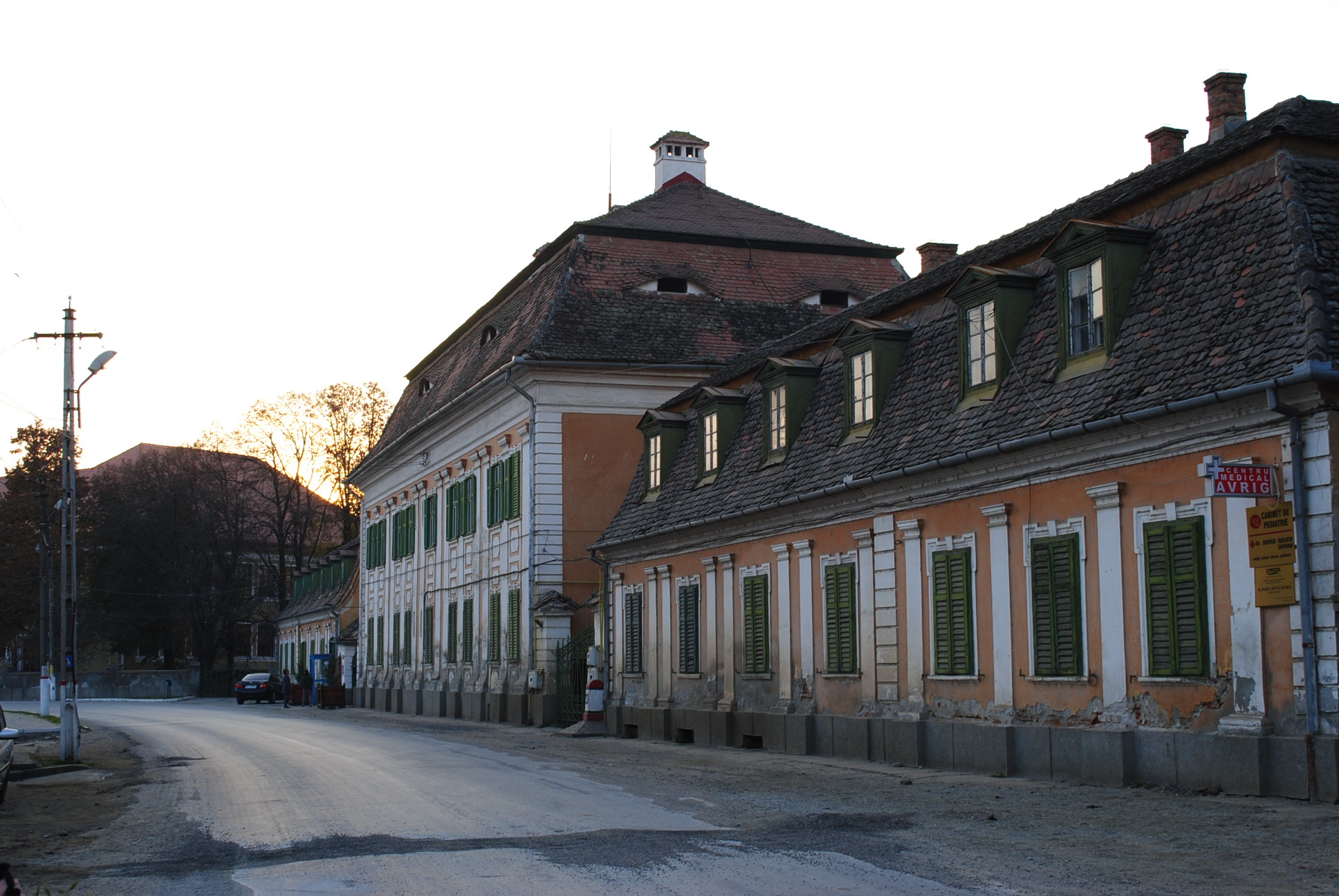
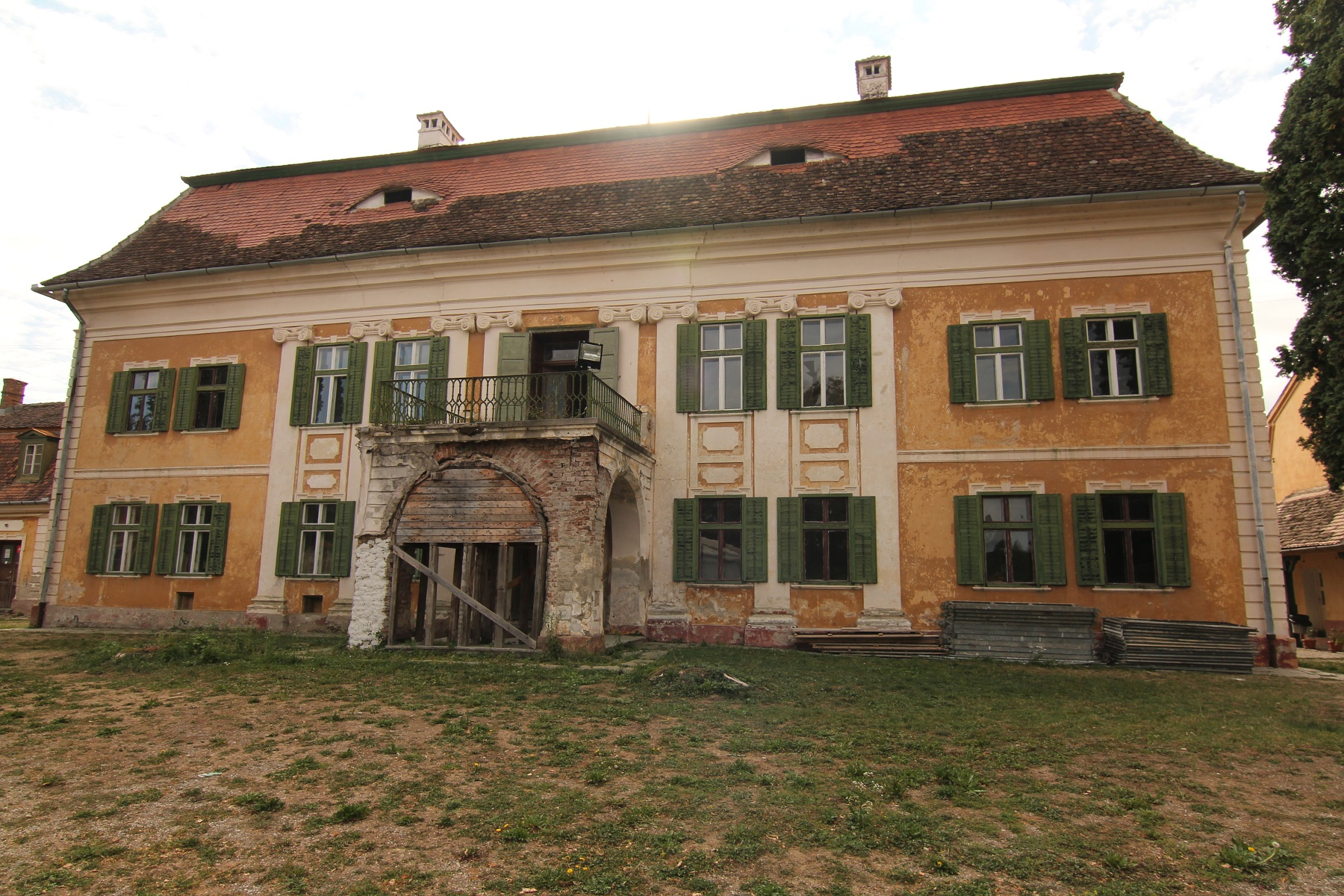
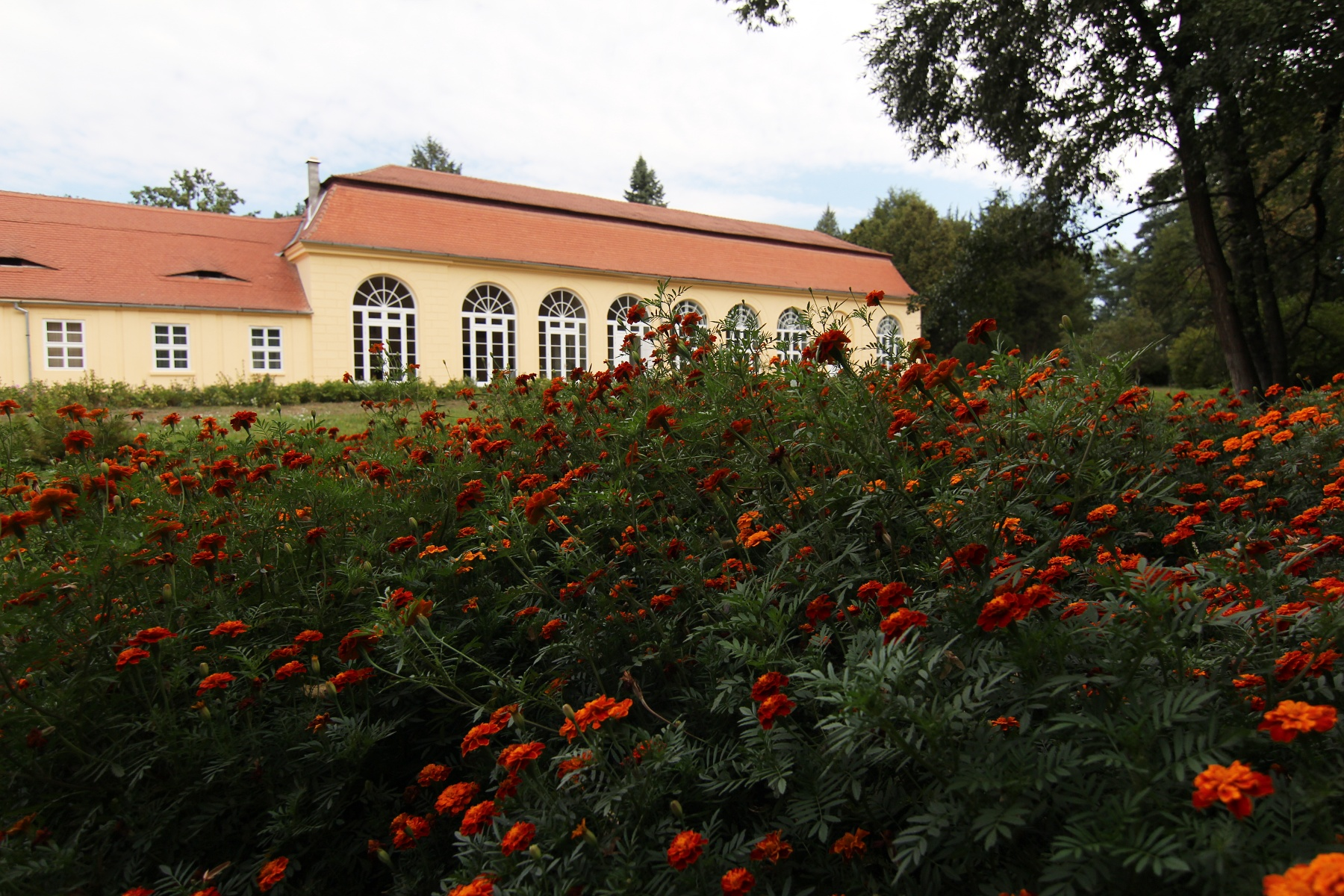
A kastély orangerie-ja
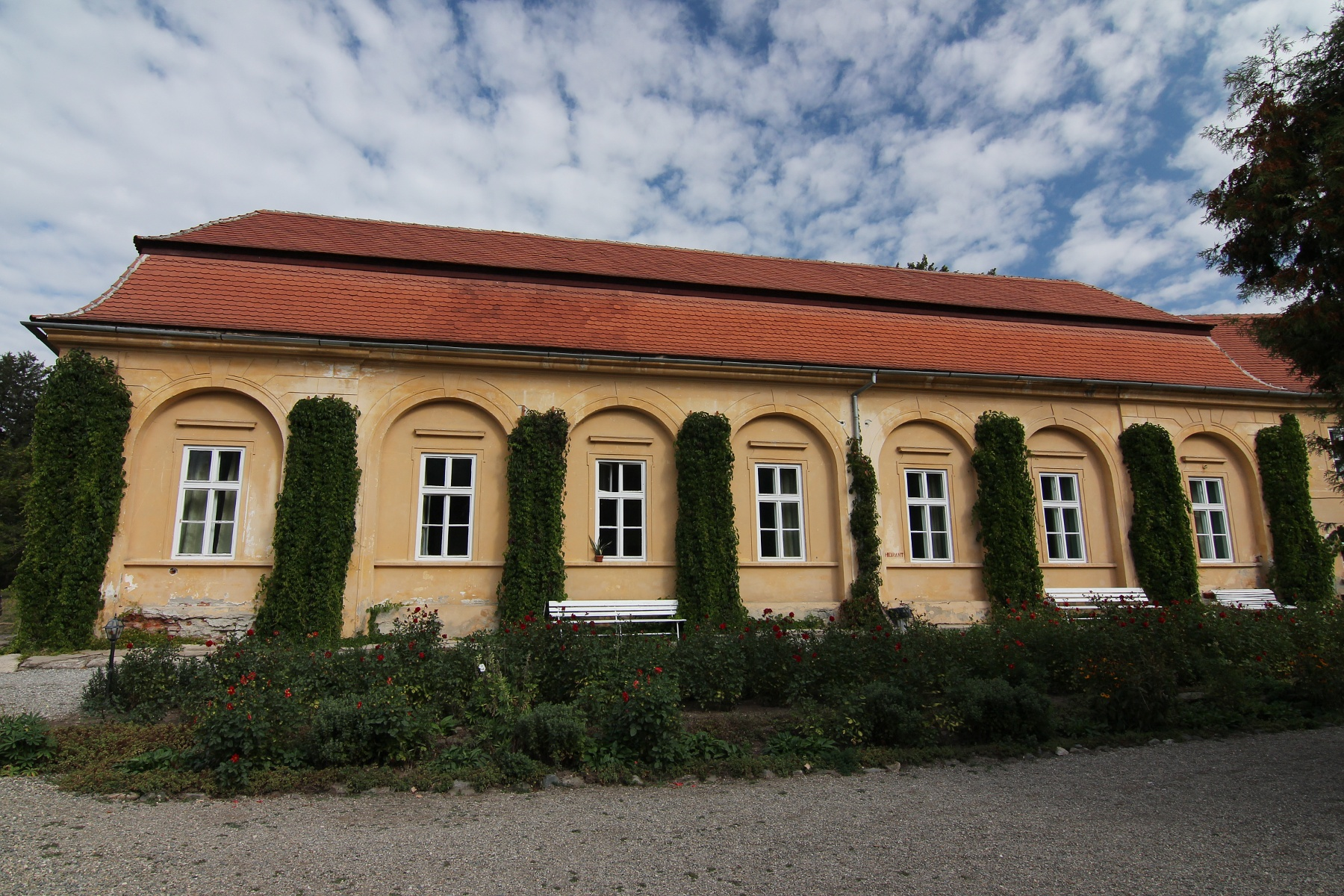
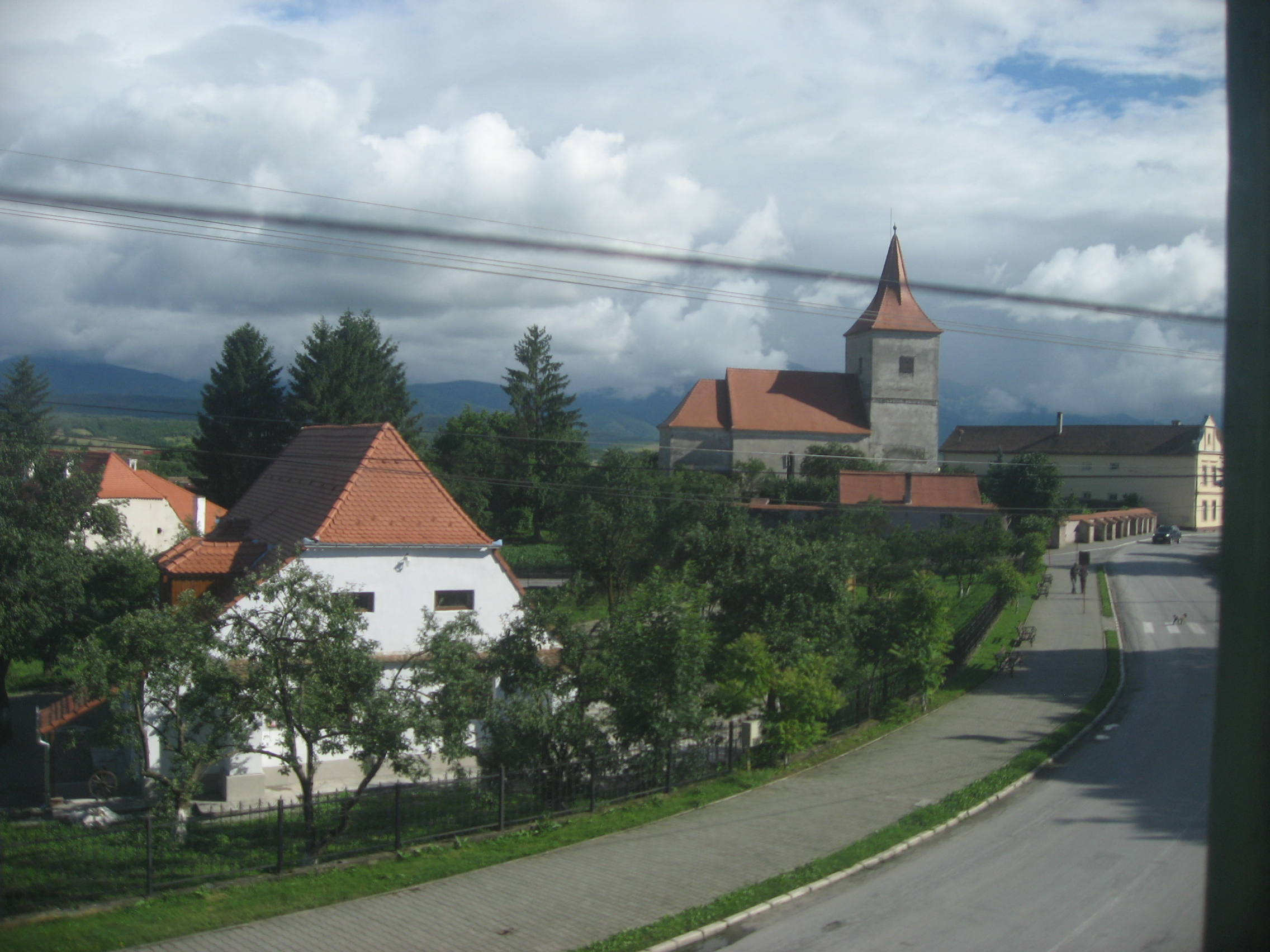